# Conus haytensis
Conus haytensis é uma espécie de gastrópode do gênero Conus, pertencente a família Conidae.